# Servizio civile
Il servizio civile è un tipo di servizio che i cittadini di uno Stato possono prestare a favore di enti pubblici e/o privati.
Esso può essere svolto liberamente e volontariamente, oppure in presenza di particolari obblighi normativi, come ad esempio talvolta in sostituzione del servizio militare obbligatorio (ad esempio in caso di obiezione di coscienza), ove previsto.

## Nel mondo

### Francia
In Francia il servizio nazionale universale (Snu) entrato in vigore in via sperimentale a partire dal 2019 è strutturato in tre passaggi. Lo stesso Emmanuel Macron ha voluto sottolineare in più occasioni; infatti il programma voluto dal presidente francese ha un obiettivo principalmente educativo, con il primo fine di aumentare il senso di appartenenza dei giovani alla propria nazione e il rispetto per le istituzioni. Dal 2024 sarà obbligatorio per tutte le ragazze e i ragazzi di 16 anni,  non prevede un servizio militare come un tempo. Ma un servizio
civile obbligatorio (lasciando facoltativo quello militare che sarà riformato su base volontaria), i giovani verranno inseriti in programmi di educazione civica e di storia francese, questo per un periodo di due settimane (che potranno essere quattro settimane per chi lo desidera) durante le vacanze estive, così da non compromettere il percorso scolastico. Nella seconda fase verrà chiesto ai giovani di sviluppare un progetto in un’associazione come la Croce rossa o l’ordine dei cavalieri di Malta mentre, durante la terza fase – l’unica facoltativa – che sarà aperta ai giovani dai 18 ai 25 anni, per un minimo di due mesi fino a un massimo di un anno, verranno impegnati soprattutto nella formazione militare. 

### Italia
Venne introdotto nell'ordinamento italiano con la legge n. 772 del 15 dicembre 1972, di cui fu relatore il senatore Giovanni Marcora, inizialmente previsto come alternativa obbligatoria al servizio di leva per coloro che si dichiaravano obiettori di coscienza.
La prima regolamentazione effettiva del servizio civile, tuttavia, si ebbe solo con la legge 8 luglio 1998 n. 230, che oltre a dettare una nuova disciplina in tema di obiezione di coscienza, istituì l'Ufficio nazionale per il servizio civile.
Con la legge 6 marzo 2001 n. 64 venne istituito il servizio civile nazionale, qualificandolo non più come alternativo e sostitutivo del servizio di leva obbligatorio. Venne inizialmente avviato in fase sperimentale e riservato esclusivamente per le donne e gli uomini inabili alla leva fino ai 26 anni. Il d.lgs 5 aprile 2002, n. 77, che ne regolamentò la disciplina, innalzò anche l'età massima fino ai 28 anni, a partire dal 1º gennaio 2005.

### Romania
Prima del 1975 l'articolo 354, comma 1 del Codice Penale Romeno prevedeva che la mancata presentazione all'arruolamento e al concentramento per il servizio militare entro il termine di tre giorni costituiva reato punito con la reclusione da uno a cinque anni. La costituzione romena del 1991 ha ammesso che i principi religiosi possono costituire motivo di rifiuto del servizio militare. La norma costituzionale si è concretizzata nella Legea pregătirii populaţiei pentru apărare, ovvero la legge che regola i diritti e i doveri dei cittadini in materia di difesa dello Stato. Venne istituito in questa legge il serviciu utilitar alternativ, letteralmente "servizio utilitario alternativo". Il periodo previsto dalla legge per lo svolgimento del servizio alternativo è doppio rispetto al servizio militare. Venne quindi dato per la prima volta uno status legislativo agli obiettori di coscienza romeni. Tuttavia, la legge è stata criticata poiché non ha preso in considerazione, oltre alle convinzioni religiose, altri motivi di obiezione di coscienza.
In seguito, anche in Romania, il servizio militare obbligatorio è stato sospeso in tempo di pace ed è divenuto volontario con la legge n. 395 del 16/12/2005. Ne consegue che in tempo di pace non si applicano i provvedimenti riguardanti gli obiettori di coscienza.

### Moldavia
Nella Repubblica di Moldavia è stato istituito il Serviciu civil, ovvero servizio civile. Esso è definito come un servizio allo Stato, socialmente utile e benevolo e rappresenta un'alternativa per i cittadini della Repubblica Moldava che, per convinzioni religiose, etiche, morali, umanitarie ed altri motivi simili, non possono svolgere il servizio militare a termine. Questi cittadini si possono avvalere del diritto di sostituire il servizio militare con quello civile. Quest'ultimo non ha carattere punitivo. Sono ammessi al servizio civile i cittadini della Repubblica Moldava con età compresa fra i 18 e 27 anni, che hanno presentato personalmente richiesta al rappresentante del servizio civile.
È assolto dallo svolgimento del servizio civile il cittadino:
1. che ha svolto il servizio militare
2. il cui padre e/o madre e/o fratello e/o sorella è deceduto nel periodo di servizio militare o civile. La recluta, tuttavia, può non avvalersi di questo diritto
3. che è ministro del culto o monaco o studente presso gli istituti d'insegnamento teologico
4. che è stato riconosciuto invalido a causa di una condizione di salute, conformemente alle decisioni del consiglio territoriale sanitario.

## Servizio civile e minoranze religiose
I Testimoni di Geova hanno sempre rifiutato il servizio militare di leva e anche quello civile, in armonia con i principi scritturali e gli insegnamenti di Gesù. Nel 1991, su una loro pubblicazione ufficiale, citando una situazione accaduta nel 1966, si affermava che «...i Testimoni non possono accettare nessuna alternativa al servizio militare».

Dal 1996 sono stati forniti chiarimenti al riguardo, mostrando che la scelta di svolgere il servizio civile è lasciata alla coscienza dei singoli individui nei casi in cui tale servizio è per il bene della collettività e non ha relazione con altre religioni, né va in qualche altro modo contro i principi dei Testimoni di Geova.
Negli Stati Uniti, in Svezia e in Germania i testimoni di Geova sono esentati dal servizio militare e sostitutivo, come gli altri ministri religiosi, se possono fornire le prove che dedicano una sufficiente quantità di tempo all'opera di predicazione.